# Königstor (Aken)

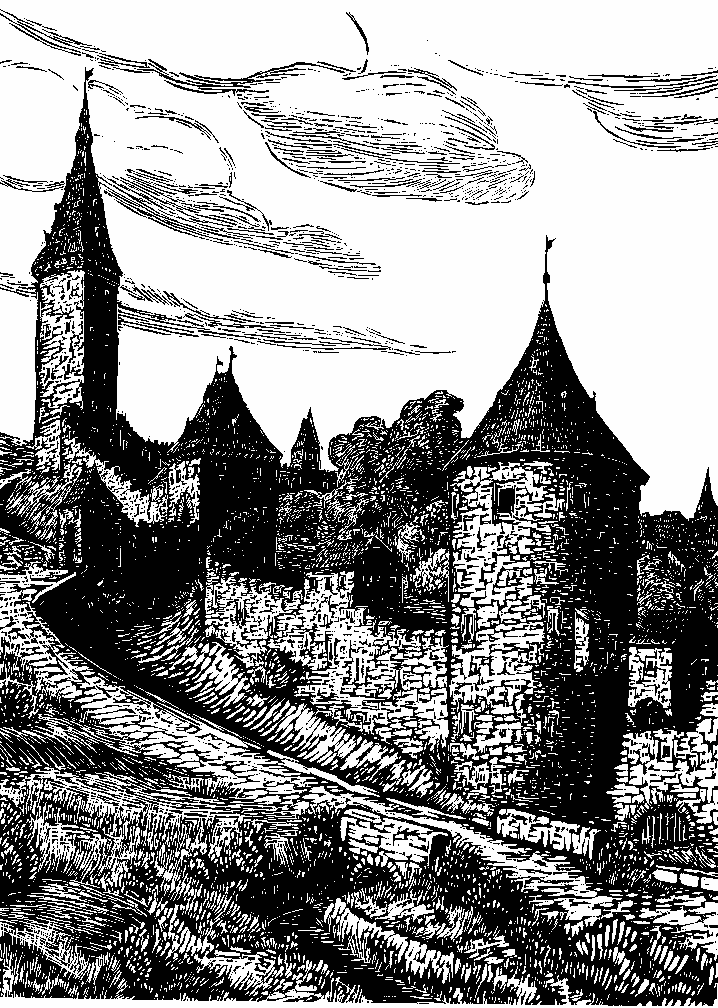
Königstor (midden) in vermoedelijk 18e eeuw, links de Langer Turm en rechts de Pfaffenturm, houtsnede van K. J. Gollrad

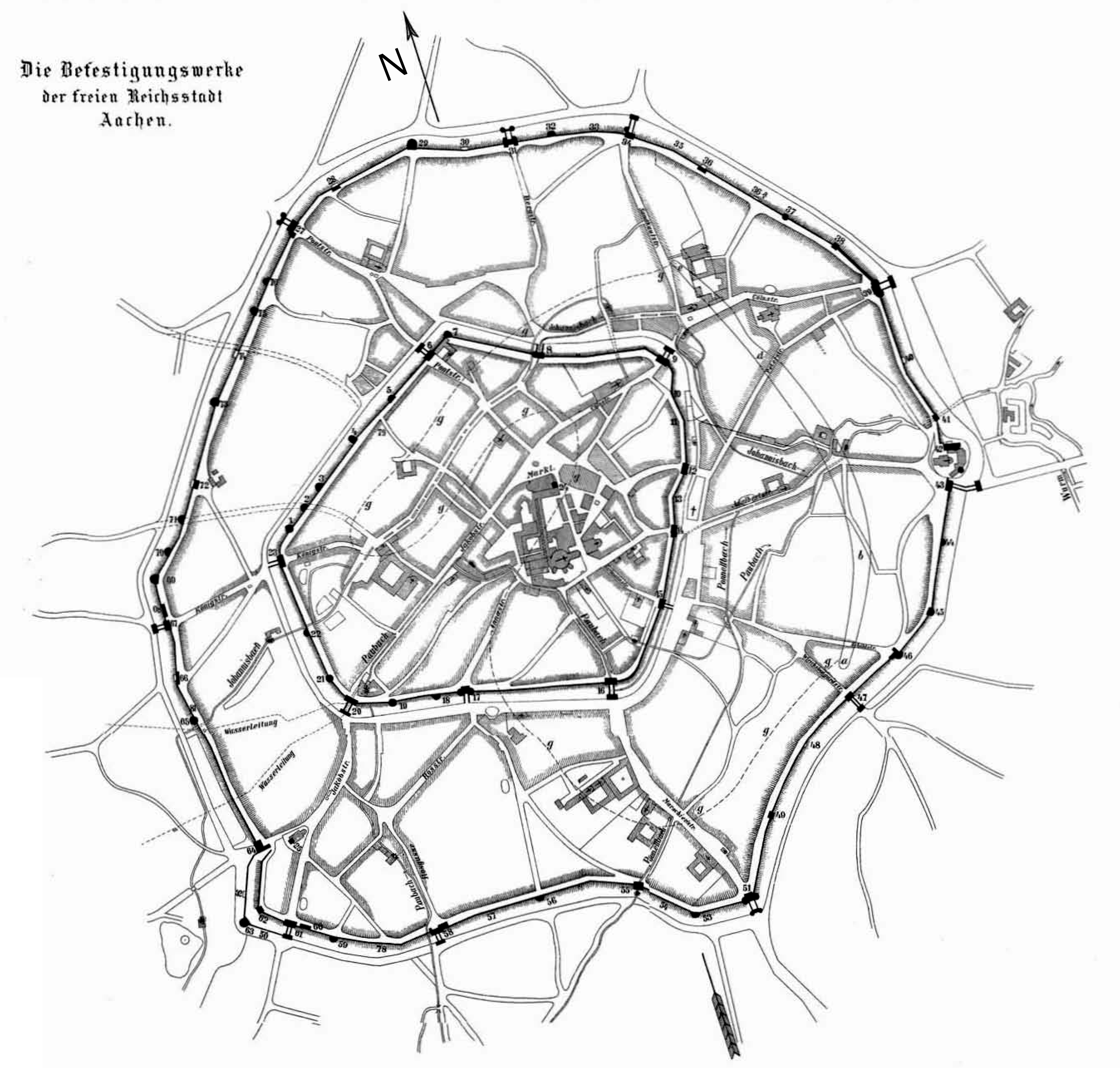
Overzicht van de vestingwerken in Aken. Nummer 67 is de Königstor.

De Königstor was een stadspoort gebouwd tussen 1300 en 1350 en maakte deel uit van de buitenste stadsmuren van de Duitse stad Aken. Het poortgebouw bestaat niet meer.

## Locatie
De Königstor had als equivalent in de binnenste stadsmuren de Königsmitteltor. De beide poorten waren onderling rechtstreeks met elkaar verbonden via de Königstraße.
Als onderdeel van de buitenste stadsmuren van Aken lag de Königstor tussen de Junkerstor in het zuiden en de Ponttor in het noorden, ongeveer aan de kruising van de Königstraße / Junkerstraße. Tussen de Königstor en de Junkerstor stond de Pfaffenturm. Tussen de Königstor en de Ponttor stonden er zes muurtorens: Langer Turm, Burtscheider Turm, Beguinenturm, Gregoriusturm, Bongartsturm en Krückenturm. Direct naast de Königstor in de richting van de Langer Turm stond een van de wachthuizen van de Akense stadsmuren. Tussen de Königstor en de Pfaffenturm bevond zich de enige met naam bekende erker van de Akense stadsmuren, de Wandlaus.

## Geschiedenis
De Königstor wordt voor het eerst genoemd in 1320. De belangrijkste weg voor Aken naar het economisch belangrijke Maastricht leidde aanvankelijk door deze poort. Doordat ook koningen uit Maastricht de stad via deze weg binnenkwamen, kregen de straten en stadspoort hun naam. Door deze poort verlieten ook gevangenentransporten de stad, aangezien de plek van executie, de Galgenberg, nabij lag. Bovendien voerde de weg naar de leprozerie op het later zo genoemde landgoed Melaten door deze poort.
Geleidelijk aan verloor de poort aan betekenis doordat de weg naar Maastricht via de Junkerstor kwam te liggen. De gemeenteraad besloot in 1686 dat de Königstor gesloten zou blijven. Alleen in de oogsttijd werd de poort voor verlichting van de boeren open gehouden.
Tijdens de Franse bezetting van Aken en de ten tijde van instructies van Napoleon om de militaire betekenis van Aken te minimaliseren, werd de Königstor in het eerste kwart van de 19e eeuw afgebroken.

## Beschrijving
Van de Königstor bestaat er geen beschrijving en op oude stadsansichten wordt de poort hetzelfde voorgesteld als de Ponttor met rechthoekige toren met een schilddak. Twee weervanen kronen de nok van het dak. Ook de voorpoort had een rechthoekig plattegrond.